# Station Makino (Osaka)
Station Makino (牧野駅, Makino-eki) is een spoorwegstation in de Japanse stad Hirakata. Het wordt aangedaan door de Keihan-lijn. Het station heeft twee sporen, gelegen aan twee zijperrons.

## Treindienst

#### Keihan-lijn
| 1 | ■ Keihan-lijn | richting Chūshojima, Sanjō en Demachiyanagi                |
| 2 | ■ Keihan-lijn | richting Hirakatashi, Kyōbashi, Yodoyabashi en Nakanoshima |

## Geschiedenis
Het station werd geopend in 1910. In 1917 werd het station getroffen door een overstroming.

## Overig openbaar vervoer
Bussen van Keihan.

## Stationsomgeving
- Makino-park
- Makino-park Golfclub
- Centrale bibliotheek van Hirakata
- Katano-schrijn
- Tandheelkundige Universiteit van Osaka, Makino-campus
- Keihan The Store (supermarkt)
- MiniStop
- Lawson
- Tsutaya
- Life (supermarkt)
- Komeri (bouwmarkt)